# Fins luchtvaartmuseum
Het Fins luchtvaartmuseum (Fins: Suomen ilmailumuseo) is een museum in de Finse stad Vantaa, nabij de luchthaven Helsinki-Vantaa. Het museum werd opgericht in 1969 en was vanaf 1972 te bezichtigen in de kelder van het vliegveld. In 1981 verhuisde het museum naar zijn huidige locatie. Tegenwoordig bezit het museum ook een onderzoekcentrum, bibliotheek, archief en auditorium.

## Afbeeldingen

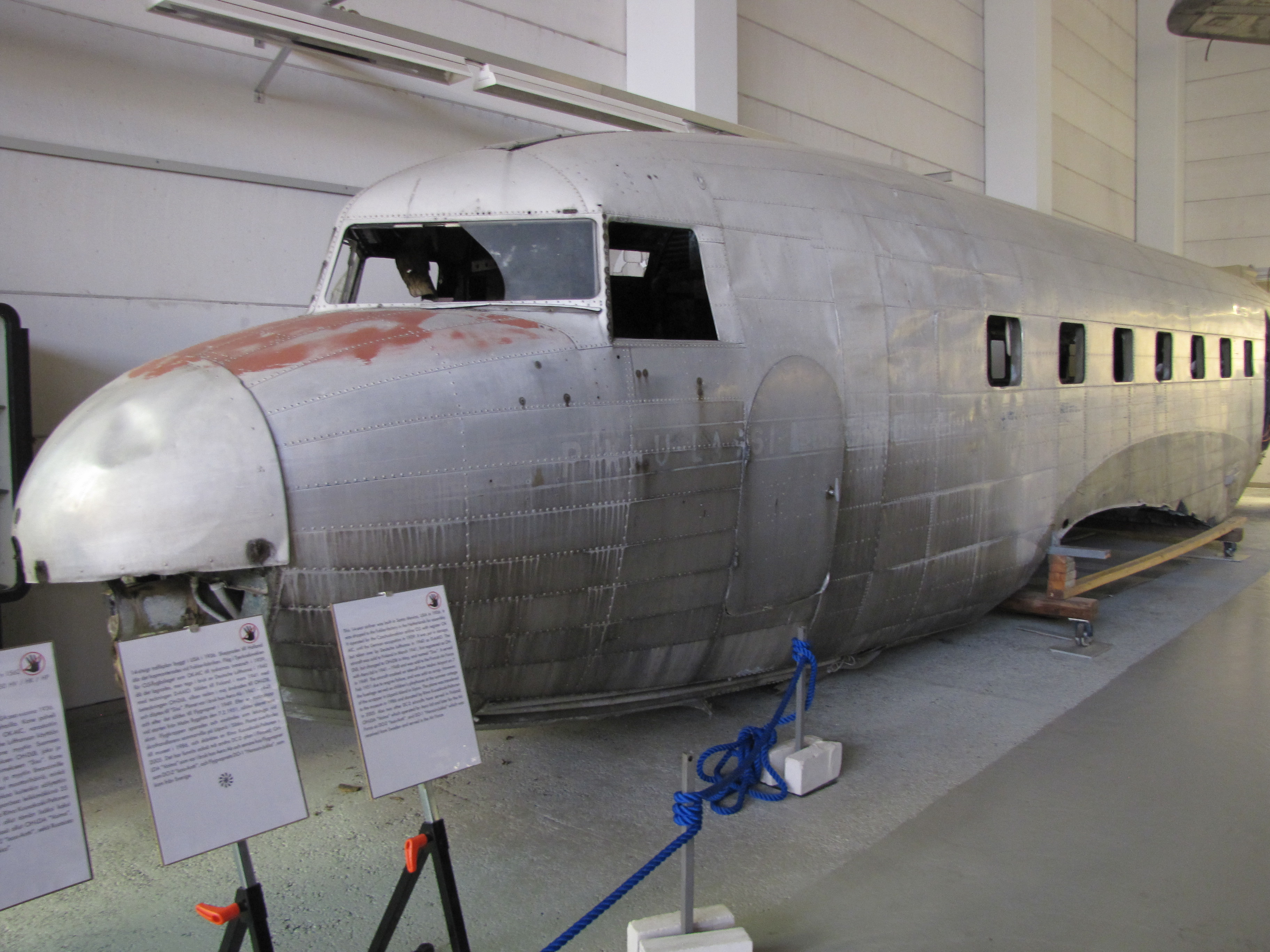
Romp van een Douglas DC-2
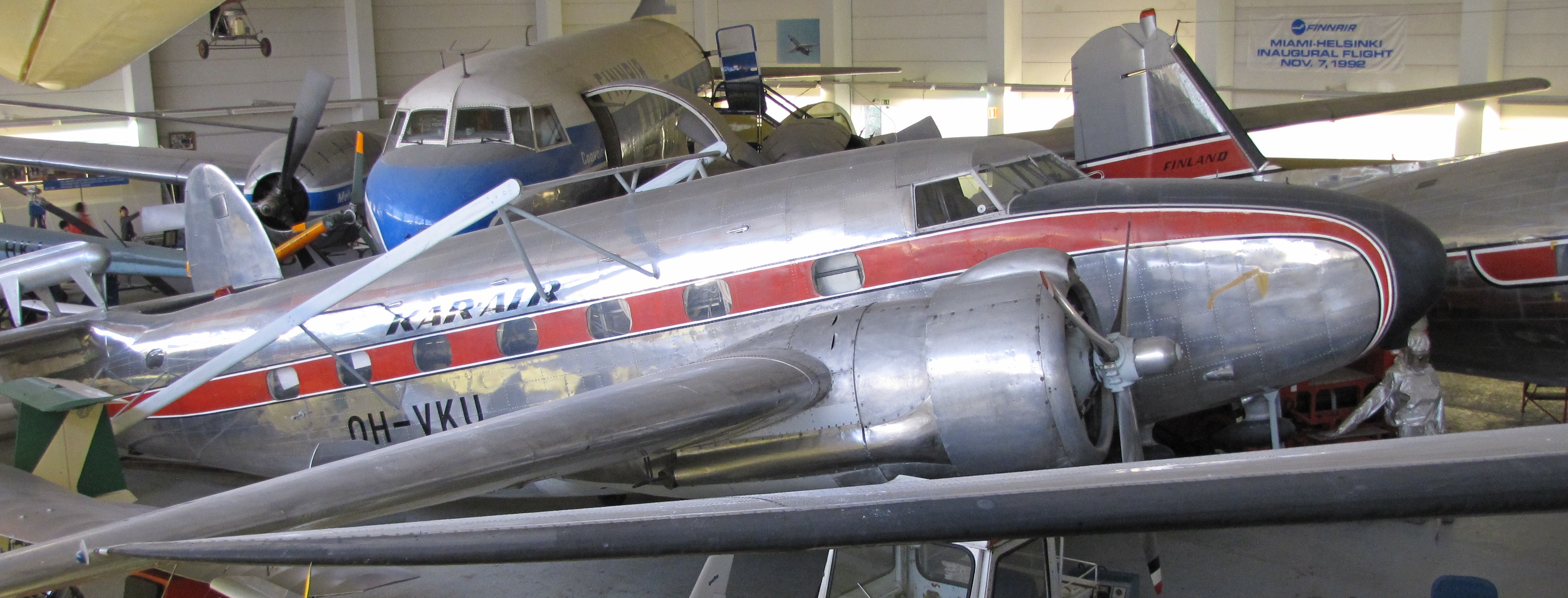
Lockheed Lodestar, gebruikt voor het zoeken naar erts, met de bijnaam “Kultakuokka”.
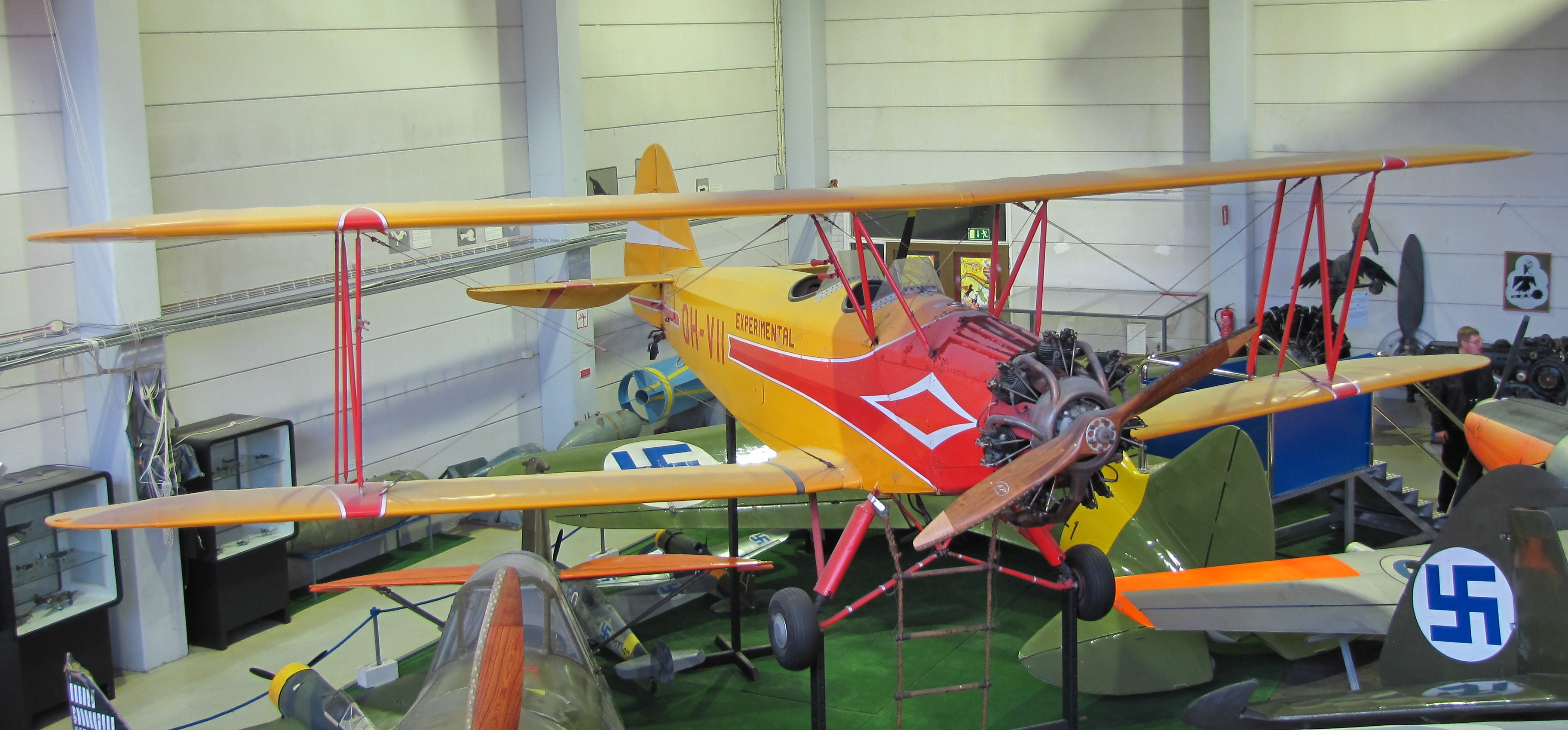
VL Viima, een in Finland ontwikkeld lesvliegtuig
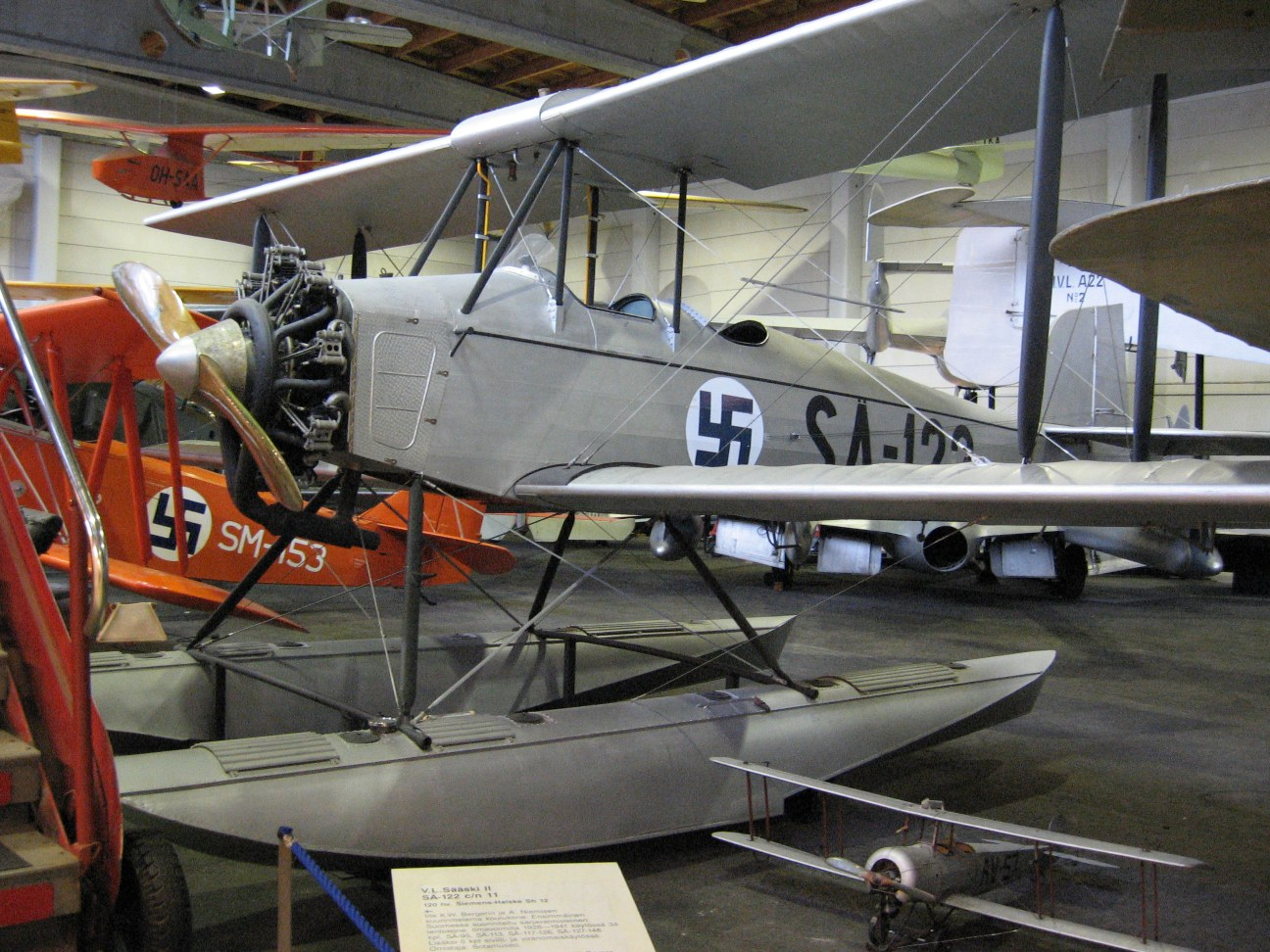
VL Sääski II, een in Finland ontwikkeld lesvlieguig